# 野口理子
野口 理子（のぐち りこ）は、日本の経済学者（行動経済学・健康）。学位は、博士（経済学）（神戸大学・2020年）。静岡県立大学経営情報学部助教・大学院経営情報イノベーション研究科助教、神戸大学大学院経済学研究科研究員。

## 概要
専門は、行動経済学・健康。健康についての意思決定に関する研究に従事。静岡県立大学などで教鞭を執る。

## 来歴

### 生い立ち
岡山大学経済学部経済学科に進学、2015年（平成27年）3月、同大学卒業に伴い、学士（経済学）の学位を取得。さらに神戸大学大学院経済学研究科に進学。大学院在学中は、ミクロデータを活用したサーバ型オンサイトによるデータヘルスについて研究した。2017年（平成29年）3月、神戸大学大学院博士課程前期課程修了に伴い、修士（経済学）の学位を取得。2020年（令和2年）3月、神戸大学大学院博士課程後期課程修了に伴い、博士（経済学）の学位を取得した。

### 経済学者として
大学院修了後、2020年（令和2年）4月、静岡県立大学経営情報学部の助教に就任、主として経営情報学科の講義に携わった。また、静岡県立大学大学院経営情報イノベーション研究科助教を兼務、主として経営情報イノベーション専攻の講義に携わった。また、母校・神戸大学大学院経済学研究科研究員を務めた。

## 研究
専門は経済学。特に、行動経済学・健康を研究した。具体的には、健康についての意思決定についての研究や、労働者の受診行動についての研究に従事した。論文などで研究成果を発表するなか、『Health Policy』に掲載された論文「Factors affecting participation in health checkups -- Evidence from Japanese survey data」で岸本賞を受賞。
日本経済学会・行動経済学会・日本公衆衛生学会に所属。

## 略歴
- 2015年 - 岡山大学経済学部卒業[4]。
- 2017年 - 神戸大学大学院経済学研究科博士課程前期課程修了[4]。
- 2020年 - 神戸大学大学院経済学研究科博士課程後期課程修了[4]。
- 2020年 - 静岡県立大学経営情報学部助教[3]。
- 2020年 - 静岡県立大学大学院経営情報イノベーション研究科助教。

## 賞歴
- 2018年 - 岸本賞[10]。

## 著作

### 主な論文
- Riko Noguchi and Junyi Shen, "Factors affecting participation in health checkups -- Evidence from Japanese survey data", Health Policy, Vol.123, No.4, Elsevier, 2019, pp.360-366. ISSN 0168-8510